# Мусалаев, Магомед Шапиевич
Магомед Шапиевич Мусалаев (7 мая 1913, Кубра, Лакский район — 1964, Махачкала) — актёр театра. Заслуженный артист РСФСР (1960).

## Биография
Магомед Шапиевич Мусалаев родился в 1913 году в селе Кубра, ныне — Лакского района.

## Трудовая деятельность
Работал в Лакском драматическом театре имени Эффенди Капиева с 1937 года. 

Роли: Аглархан ("Аздар" Алиева), Мтыл ("Женихи" Токаева), Мешеди Ибад (о. п. Гаджибекова), Хас ("В родном ауле" Алиева), Годун ("Разлом"), Рустам ("Намус" Ширванзаде), Яровой; Сардион ("Честь" Мдивани), Раесмик ("Блудный сын" Раннета). В классическом репертуаре - Ахов ("Не всё коту масленица"), Большов ("Свои люди - сочтёмся"), Сганарель ("Лекарь поневоле" Мольера) и др.
Участник Великой Отечественной войны, член КПСС.

## Награды
- Заслуженный артист РСФСР (23 апреля 1960)[1]
- Народный артист Дагестанской АССР (1955)
- Заслуженный артист Дагестанской АССР